# ESOW
ESOW（エソー、1972年〈昭和47年〉1月6日 - ）は、日本のスケートボーダー、イラストレーター。川田 圭人（かわだ けいと）、JESSE（ジェシー）、SMASH ONE（スマッシュワン）とも表記される。

## 概要
東京都出身のイラストレーターである。プロのスケートボーダーとして活躍し、スケートボードチーム「T19」のメンバーでもあった。アメリカ合衆国でグラフィティに出会い、独自のスタイルを確立した。

## 来歴

### 生い立ち
1972年（昭和47年）1月6日、東京都にて生まれた。サーフィンの雑誌に掲載されていたスケートボード店の広告を目にしたところ、そのグラフィックがサーフィン業界のものより「イケてんな」と感じたことからスケートボーディングに興味を持つようになる。その結果、小学校5学年の頃にスケートボードを購入した。
その後、東京都町田市に転居した。湘南でサーフィンを楽しむとともに、スケートボーディングにも勤しむようになる。この頃、北村浩一らと知り合う。また、「MAX MOTION」に通うようになり、そちらの仲間たちとも親しくなる。当時はショップごとにスケートボードチームが構成されており、チームごとに対立することもあったが、やがてスケートボーディングを通じて交友を深めるようになっていた。特にMAX MOTIONと「ムラサキ」とは交流が深かったことから、ムラサキに属していた尾澤彰らと知り合い、ともに上野恩賜公園で滑るようになった。
17歳の頃にアメリカ合衆国に渡り、カリフォルニア州ロサンゼルス市のヴェニス近郊で鮨屋に勤務した。いったん帰国したのち、再びアメリカ合衆国に渡りハワイ州に住んでいた。

### スケートボーダーとして
スケートボーダーとしてのスポンサード契約を「California Street」や「Betty's」との間で結んだ。ところが、Betty'sが閉店するなどしてスポンサーを失ってしまった。そのころ、旧知の尾澤彰と根本正典が大瀧浩史のブランドに入ったと聞き、大瀧に「オレもライダーにしてください」と申し出たところ快諾された。以降、T19のスケートボーダーとして活動する。当時の状況について「サルーダと彰がOさん（故・大瀧浩史）が始めたブランドに入ったって聞いて」「Akeemの次にオレが4番目に入った感じ。それでその後にYoppiが続いた」と回顧している。
1992年（平成4年）1月19日に開催された全日本スケートボード選手権第1戦では、プロ部門のストリートで優勝を果たしている。なお、同日に行われたプロ部門のミニランプでも5位となっている。全米スケートボード協会による「Back to the City」に出場している。また、湘南で知り合った西岡昌典が雑誌『ollie』を起ち上げたが、その雑誌に尾澤彰らとともに掲載されたことから、スケートボーダーとしての知名度が飛躍的に高まった。
「H-Street」のビデオが登場した頃より「スケートボードではちょっと無理だな」「これついていけねぇわ」と感じるようになったという。特に「Plan B Skateboards」のパット・ダフィのハンドレールを観て「もうダメだ。こんなん無理だ」と感じたという。それを機に「一線からは退こうって思った」という。以降はグラフィティやイラストなど画業に軸足を移すことになる。

### イラストレーターとして
17歳でアメリカ合衆国に渡ったが、そのときにグラフィティを知る。なお、アーティスティックな活動の際には「SMASH ONE」と名乗っていた。T19にてオリジナルのスケートボードを制作することになった際には、神奈川県藤沢市の「Be'In-Works」の拠点にて100枚ほどの板にタグやステンシルを施していた。そのときの板にも「SMASH ONE」とタグを施していた。
その後、神奈川県鎌倉市の由比ヶ浜にある海の家にて、初めて絵を描くことで収入を手にした。これがきっかけとなり「そこから絵で行こうって決めた」という。以降は多様なアーティスティックな活動を展開している。グラフィティ、イラスト、カリグラフィーなども手がける。東京都目黒区では「大図実験」にも参加していた。また、絵描き集団「緑道會」としても活動していた。
なお、一時アパレル業界に携わっていたこともあり、California Streetの社長と「Maniac」を手掛けたり、三野タツヤと「Word of Mouth」を手掛けていた。また、日本初のスケートボードシューズのブランドである「Transmit」にも携わった。

## 作風
アメリカ合衆国のグラフィティと江戸時代の日本美術に影響を受けた独自のイラストレーションが特徴である。『美術手帖』は「江戸の粋に影響を受けた独自のスタイル」と評している。紙、壁、材木、立体などさまざまな媒体において表現活動を展開している。また、日本美術を取り入れる理由として「アメリカの真似しててもアメリカ人には勝てねぇし。日本ぽいことやんなきゃな」と述べている。

## 人物
愛称・筆名
スケートボーダーのジェシー・マルチネスがジャンプランプでやる技を、よくやっていたことから、それに因んで「JESSE」と呼ばれるようになった。また、当初グラフィティで活動する際は「SMASH ONE」と名乗っていたが、この頭文字「S」「O」から「ESOW」と名乗るようになった。
T19
T19の凄い点として「みんなそれぞれ持ち味がある」点を挙げており、T19のメンバーについて「スケートボード以外にいろいろ目を向けている」と評している。T19を創設した大瀧浩史のことは「Oさん」と呼んでおり、子供の頃から憧れていたと述べている。若い頃の大瀧について「当時“DUAAA!”っていうzineも作ってて。めちゃくちゃでかっこよかったんだよな」と回顧している。そのうえで「ハードコア聴いて、きったねぇかっこして、原宿のムラサキの前でたまってんのとかがすげぇかっこよくて。三野くん、Oさん、シンちゃん（SKATE THING）、山ちゃん、スティーブって人がいて。その5人がいつもつるんでて。そのグループにめちゃくちゃ憧れて」いたと語っている。
影響
影響を受けたスケートボーダーとして、クリスチャン・ホソイ、アーロン・マーレー、エリック・ドレッセン、スコット・オースター、ナタス・カウパス、といった名を挙げている。影響を受けたアーティストは「いっぱいいる」としている。特に「TWISTの影響はでかかったけどね。すげぇ好きだった」としつつも、一方ではツイストの作品に「なるべく似ないように描いてる」という。
スケートボードの強奪
カリフォルニア州ロサンゼルス市のヴェニスの大会に出場するため、T19のメンバーとアメリカ合衆国を訪れた。ところが、大会前日にロサンゼルス郡のマリナ・デル・レイで練習していたところ、強盗にショットガンを突き付けられ、金目の物を持っていなかったことから代わりにスケートボードを奪われてしまった。そのため、翌日の大会は大瀧浩史からスケートボードを借りて出場している。

## 著作

### 単著
- Esow画『Sui sui』Bueno! Books、2014年。ISBN 978-4-907354-10-7
- Esow画『絵僧暦』Bueno! Books、2019年。ISBN 978-4-907354-38-1

### 共著
- Naomi Kazamaほか作『DYZ』Bueno! Books、2012年。ISBN 978-4-9905631-4-1

## 戦績

### 国内大会
- 1988年7月 - 第3回海の祭典スケートボードコンテストアマチュアストリート3位[8]。
- 1988年8月 - 第2回HOW日本ランドCUPアマチュアストリート優勝[9]。
- 1991年8月 - 第11回全日本選手権プロストリート4位[10]。
- 1992年1月 - 全日本スケートボード選手権第1戦プロストリート優勝[6]。
- 1992年1月 - 全日本スケートボード選手権第1戦プロミニランプ5位[6]。

### 註釈
1. ↑  スケートボーディング業界においては、スケートボーディングの選手を「ライダー」と呼称することも多い。しかし、一般の読者が他の競技と混同しかねないため、当記事においてはわかりやすさを優先し、引用部を除き記事本文では「スケートボーダー」と表記した。

## 関連人物
- 江川芳文
- 大瀧浩史
- 尾澤彰
- SKATE THING